# Richard Halliburton

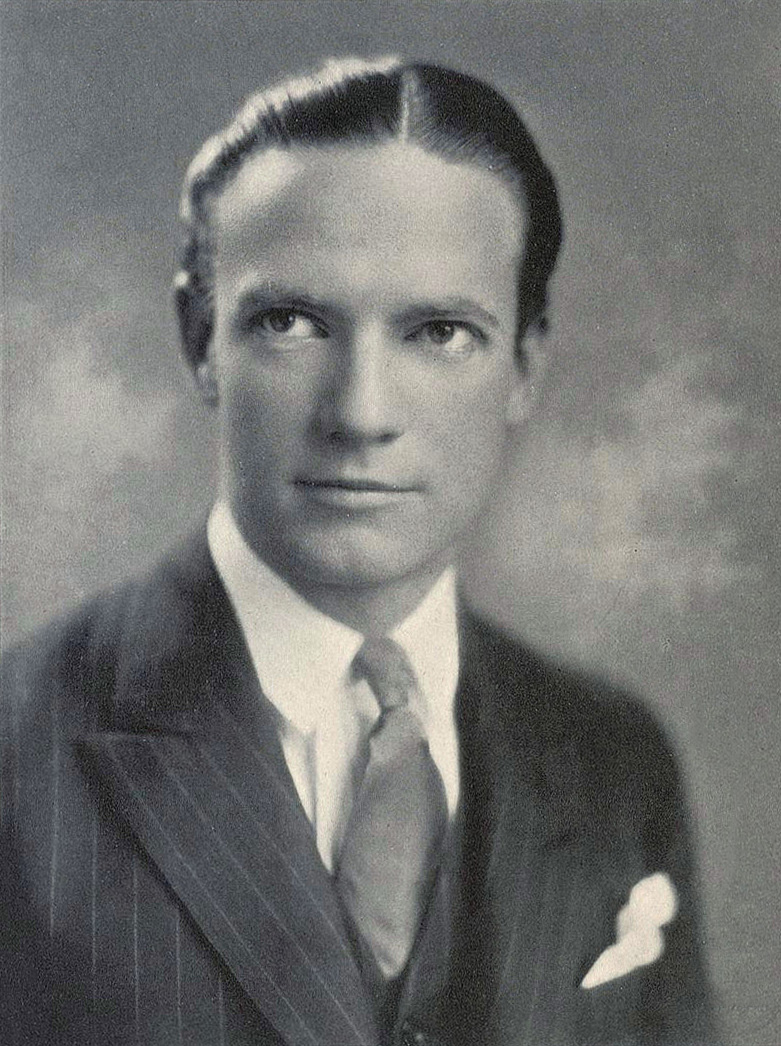
Richard Halliburton

Richard Halliburton, né le 9 janvier 1900 à Brownsville dans le Tennessee, disparu en mer le 23 mars 1939, est un écrivain, poète et aventurier américain, doublé d'un athlète.

## Biographie
Né de Wesley et Nelle Halliburton, il a été élevé à Memphis. Ses voyages débutent lorsqu'il décide d'abandonner ses études à l'Université de Princeton pour parcourir le monde.
Parmi ses exploits figurent le canal de Panama à la nage, le survol du Taj Mahal à bord d'un biplan rouge volant sur le dos et l'ascension du Mont Fuji en hiver.
Un autre de ses fameux exploits est la traversée des Alpes à dos d'éléphant en juillet 1935, comme l'avait fait Hannibal 2000 ans plus tôt. Parti de la gare de Martigny, en Suisse avec Dolly, louée avec son cornac au Jardin d'acclimatation de Paris, il passa par le col du Grand-Saint-Bernard pour descendre vers Aoste et enfin arriver à Turin. Le jeune reporter Roger Frison-Roche couvre l'événement et y fait ses premiers pas dans le journalisme.
Richard Halliburton disparaît en tentant de rallier Hong Kong à San Francisco en jonque le 23 mars 1939, alors qu'il est pris dans une tempête.